# Pasta do zębów
Pasta do zębów – substancja, która rozprowadzana przy pomocy szczoteczki do zębów służy do utrzymywania czystości zębów i jamy ustnej. Działa poprzez usuwanie z powierzchni zębów i dziąseł zanieczyszczeń i nalotów o zróżnicowanym składzie chemicznym, głównie płytki nazębnej. Stanowi długotrwałą ochronę przeciwpróchniczą. Zapewnia estetyczny wygląd zębów oraz świeży oddech. Zapobiega chorobom przyzębia.

## Skład pasty do zębów
- środki abrazyjne (ścierne, polerujące):
  - np. krzemionka koloidalna
- środki żelujące (zagęstniki) – decydują o konsystencji
- środki pieniące (mydła, detergenty); przykładowe detergenty:
  - laurylosiarczan sodu, laurylosarkozynian sodu
- substancje smakowo-zapachowe, np. mentol
- substancje przeciwbakteryjne i przeciwgrzybicze
- substancje biologicznie czynne (przeciwpróchnicze), działające na:

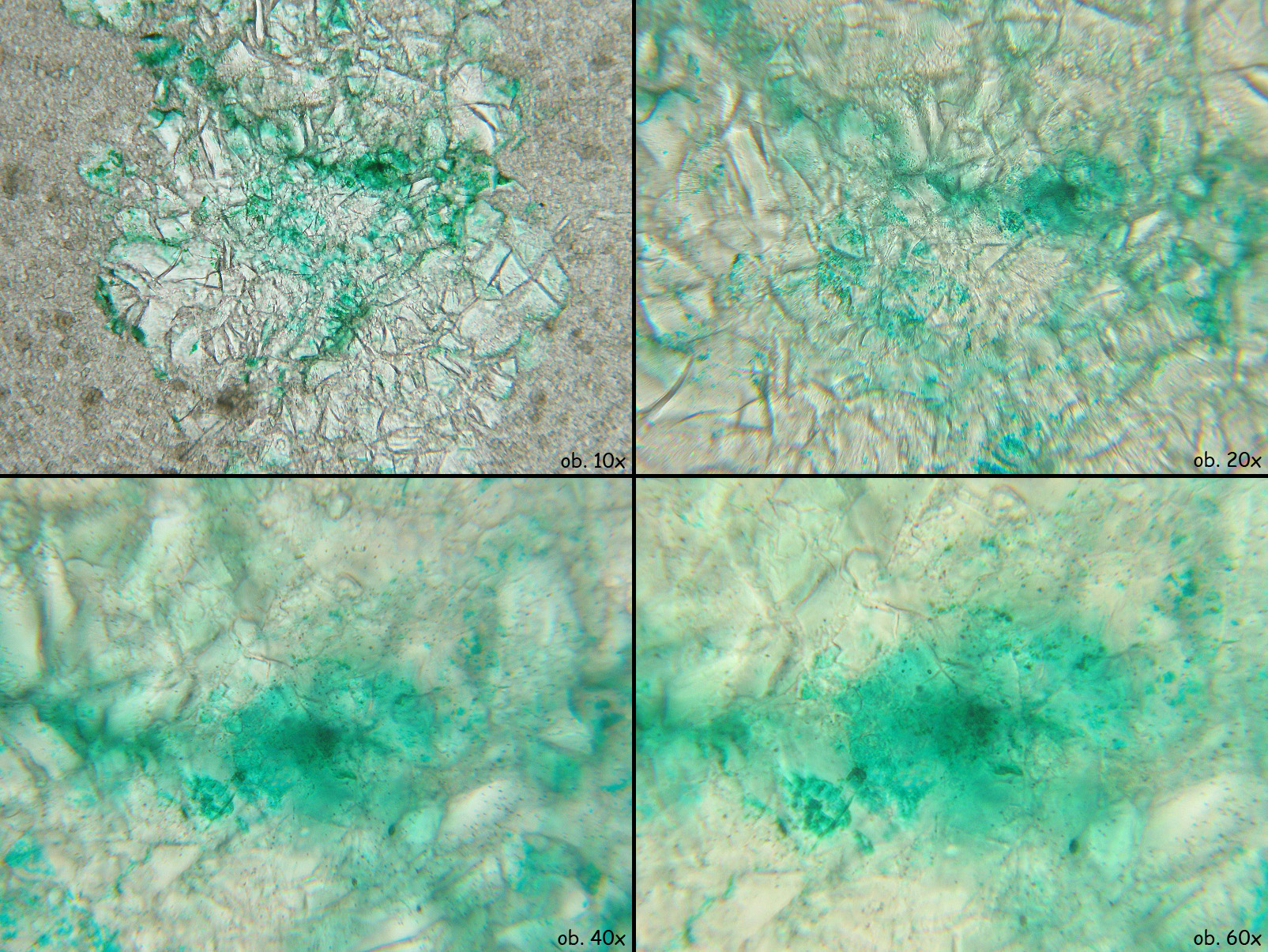
Pasta do zębów pod mikroskopem (powiększenie 100×, 200×, 400× i 600×)

- - tkanki twarde zęba – szczególnie na nadwrażliwość zębów
    - związki fluoru (zamyka kanaliki zębiny), hydroksyapatyty, cytrynian sodu, chlorek potasu[1]

  - dziąsła i śluzówkę
    - zioła, witaminy, salicylan choliny, ksylitol, torf

  - płytkę i kamień nazębny
    - pirofosforan sodowy – zapobiega mineralizacji płytki nazębnej
    - oktapinol – zmniejsza odkładanie płytki nazębnej
    - glukuronian chlorheksydyny, triklosan – niszczą drobnoustroje
    - sanguinaryna

Fluor występuje w postaci następujących związków:
- fluorek sodu
- monofluorofosforan sodu
- aminofluorki
- fluorek cyny(II)
- fluorek glinu

Jedynie aminofluorki są związkami organicznymi, pozostałe są nieorganiczne. Stare pasty zawierały tlenek magnezowy jako środek neutralizujący szkodliwe kwasy.
Zawarte w pastach związki fluoru działają przeciwpróchniczo, hamując rozwój enzymów wydzielanych przez bakterie przy zamianie węglowodanów na kwasy i zwiększając tym samym odporność szkliwa na działanie kwasów w jamie ustnej. Dodatkową cechą tych związków jest pogarszanie zdolności adhezyjnych powierzchni zęba w stosunku do bakterii (utrudnianie kolonizacji powierzchni zęba przez bakterie), tym samym zmniejsza się ryzyko powstania próchnicy. Prewencja próchnicy wynosi: 1 mg F/l. Związki fluoru hamują demineralizację szkliwa, a nawet umożliwiają jego remineralizację.

## Tubki

Budowa tubki pasty do zębów zawierającej więcej niż jeden kolor: 1 – przekrój poprzeczny tubki, 2 – przekrój poprzeczny wylotu, 3 – wylot tubki

Pierwsza pasta do zębów w tubce została sprzedana w r. 1896 przez firmę „Colgate & Company”.
W masowej sprzedaży dotychczasowe słoiki, w których sprzedawane były pasty, zostały zastąpione tubkami przez „Colgate & Company” w roku 1908.
Niektóre pasty do zębów po wyciśnięciu z tubki zawierają więcej niż jeden kolor. Początkowo był to chwyt reklamowy stosowany przez producentów, jednak takie rozwiązanie ma również swoje zalety, ponieważ można wówczas użyć w paście większą ilość czynnych składników, których nie dałoby się umieścić razem z uwagi na możliwość reakcji chemicznej pomiędzy nimi. W takim przypadku tubka pasty do zębów jest odpowiednio skonstruowana tak, że jej wnętrze posiada pojemniki oddzielone od siebie. Mieszanie pasty następuje dopiero przy jej wyciskaniu.